# Joachim Heichen
Joachim Heichen (* 21. Juli 1910 in Berlin; † 18. Juni 1965 ebenda) war ein deutscher evangelischer Pfarrer und Schriftsteller.

## Leben
Er war der Sohn von Walter Heichen. Nach dem Studium der Evangelischen Theologie legte Heichen das Zweite Theologische Examen vor dem Prüfungsausschuss der Bekennenden Kirche ab. 1939 wurde er zum Pfarrer in Pitzerwitz (Pommern) berufen. Von 1947 bis 1955 war er Pfarrer der Luther-Kirchengemeinde in Berlin-Schöneberg, von 1955 bis 1965 an der Pauluskirche in Berlin-Lichterfelde.

## Werke
- Judas: Ein Berliner Passionsspiel. Haus und Schule, 1949.
- Herodes: Ein Spiel von der Geburt des Heilandes. Evangelische Verlagsanstalt, 1953.
- Austauschmädel Monika fährt nach England. W. Fischer, 1956.
- mit Daniel Defoe: Robinson Crusoe. Für die Jugend neu bearb. Von Joachim Heichen. Neuer Jugendschriften-Verlag, ca. 1950.